# Movie Park Studio Tour
Movie Park Studio Tour ist eine Dunkel- und Familienachterbahn im deutschen Freizeitpark Movie Park Germany, die am 23. Juni 2021 eröffnet wurde. Die vom Hersteller Intamin gebaute Bahn gehört zum Modell der Multi Dimension Coaster und wurde in demselben Gebäude errichtet, in dem sich zuvor der Dark Ride Ice Age Adventure befand. Außerdem sind im Wartebereich Miniaturversionen von der sich ebenfalls im Movie Park befindenden Area 51 – Top Secret und der Achterbahn Van Helsing’s Factory zu sehen.
Auf der 532 m langen Strecke erreichen die Züge eine Höchstgeschwindigkeit von 60 km/h, wobei sie (eine Vorwärts und eine Rückwärts) auf zwei Beschleunigungsstrecken per Reibräder beschleunigt werden. Die Strecke verfügt außerdem über eine 360°-Drehplattform, auf der die Züge die Fahrtrichtung ändern.
Zum Halloween Horror Festival wird der Media-Content sowie zusätzliche Dekoration für die Horrorwood Studio Tour ab 18 Uhr angepasst. Hierbei ist die Mitfahrt erst für Personen ab 16 Jahren möglich.

## Züge
Movie Park Studio Tour besitzt drei Züge mit jeweils zwei Wagen. In jedem Wagen können sechs Personen (drei Reihen à zwei Personen) Platz nehmen. Die Züge sind außerdem mit einem Onboard-Soundsystem ausgestattet.